# 南郊区
南郊区（なんこう-く）は中華人民共和国山西省大同市に位置していた市轄区。

## 行政区画
- 鎮:雲岡鎮、高山鎮、古店鎮
- 郷:新旺郷、西韓嶺郷、馬軍営郷、平旺郷、口泉郷、鴉児崖郷、水泊寺郷